# 刺殺 (棒球)
刺殺（英語：putout），是棒球比賽中，野手使跑壘員或擊球員直接出局的行為。

## 刺殺紀錄的認定
多數的出局都必須在野手持球的情況下才能形成（包括接殺、封殺、觸殺和三振），因此當攻方球員被宣判出局時，原則上刺殺的紀錄會給予當下持球的野手。當某攻方球員出局時，沒有任何野手持球，此時會有另外的規則判定刺殺紀錄應給予的野手。例如跑壘員佔一壘且小於兩出局時，捕手未接獲第三好球，打者被判出局，此時應給予捕手刺殺的紀錄；或是打者因觸擊失敗而被三振，此時也應給予捕手刺殺的紀錄。